# Аллард, Колби
Колби Кеннет Аллард (англ. Kolby Kenneth Allard; род. 13 августа 1997, Сан-Клементе, Калифорния) — американский бейсболист, питчер клуба Главной лиги бейсбола «Атланта Брэйвз».

## Карьера
Колби Аллард родился 13 августа 1997 года в Анахайме. Он учился в школе города Сан-Клементе. В 2014 году Аллард с показателем 1,32 стал лучшим по пропускаемости питчером школьной команды. В сентябре того же года он в составе сборной США выиграл турнир Панамериканских игр в возрастной категории до 18 лет. Также он играл в составе любительской команды «Сазерн Калифорния Ренегейдс», где его партнёрами были будущие игроки Главной лиги бейсбола Брейди Эйкен и Джейкоб Никс. После окончания школы Колби намеревался поступать в Калифорнийский университет в Лос-Анджелесе.
Перед драфтом Главной лиги бейсбола 2015 года Колби входил в десятку самых перспективных игроков, но последний школьный сезон он пропустил почти полностью из-за проблем со спиной. Он был выбран «Атлантой» в первом раунде под общим четырнадцатым номером. В июле Аллард подписал с клубом профессиональный контракт, получив бонус в размере 3,042 млн долларов. В 2015 году он дебютировал в фарм-клубе «Брэйвз» в Лиге Галф-Кост. После окончания сезона Колби перенёс ещё одну операцию на спине. Он восстановился к лету 2016 года и начал сезон в составе «Ром Брэйвз», также небольшой отрезок чемпионата Аллард отыграл в Аппалачской лиге за «Данвилл Брэйвз». Суммарно он сыграл в шестнадцати матчах с пропускаемостью 2,98. В сезоне 2017 года он сыграл стартовым питчером в 27 матчах в составе «Миссисипи Брэйвз». В 150 проведённых на поле иннингах его пропускаемость составила 3,18. В январе 2018 года «Атланта» включила Алларда в список участников весенних сборов основного состава.
Первую часть сезона 2018 года Колби провёл в команде ААА-лиги «Гуиннетт Страйперс». В качестве стартового питчера он начал восемнадцать игр, лишь раз сыграв менее пяти иннингов. Его показатель пропускаемости в этих матчах составил 2,80. Тридцать первого июля Аллард был переведён в основной состав «Брэйвз» и дебютировал в Главной лиге бейсбола. За «Атланту» он сыграл в трёх матчах с пропускаемостью 12,38, после чего был отправлен обратно в фарм-клуб. Чемпионат 2019 года Колби также начал в составе «Страйперс». До конца июля он сыграл в двадцати матчах, одержав семь побед при пяти поражениях с пропускаемостью 4,17. Тридцатого июля 2019 года «Брэйвз» обменяли его в «Техас Рейнджерс» на питчера Криса Мартина. В оставшейся части сезона Аллард сыграл за «Техас» в девяти матчах, одержав четыре победы при двух поражениях.